# بعد اصطدامنا
بعد اصطدامنا (بالإنجليزية: After We Collided)‏ هو فيلم دراما رومانسي أمريكي من إخراج روجر كامبل وتأليف روجر كامبل ومن بطولة جوزفين لانجفورد، هيرو فينيس تيفين، لويز لومبارد، ديلان سبراوس وكانديس كينغ، صدر الفيلم في الولايات المتحدة في 23 أكتوبر 2020.

## روابط خارجية
- بعد اصطدامنا على موقع IMDb (الإنجليزية)
- بعد اصطدامنا على موقع ميتاكريتيك (الإنجليزية)
- بعد اصطدامنا على موقع روتن توميتوز (الإنجليزية)
- بعد اصطدامنا على موقع نتفليكس (الإنجليزية)
- بعد اصطدامنا على موقع ألو سيني (الفرنسية)
- بعد اصطدامنا على موقع فيلمافينيتي (الإسبانية)
- بعد اصطدامنا على موقع قاعدة بيانات الأفلام السويدية (السويدية)
- بعد اصطدامنا على موقع قاعدة بيانات الفيلم (الإنجليزية)
- بعد اصطدامنا على موقع ليتربوكسد (الإنجليزية)
- بعد اصطدامنا على موقع كينوبويسك (الروسية)